# Stenostomum urbanianum
Stenostomum urbanianum är en måreväxtart som först beskrevs av Cyril Tenison White, och fick sitt nu gällande namn av Attila L. Borhidi och M.Fernández Zeq.. Stenostomum urbanianum ingår i släktet Stenostomum och familjen måreväxter. Inga underarter finns listade i Catalogue of Life.